# Caria (Belmonte)
Caria es una freguesia portuguesa del concelho de Belmonte, con 46,15 km² de superficie y  habitantes (2001). Su densidad de población es de 48,5 hab/km².